# Beregfy Károly
Beregfy Károly, olykor Beregffy (született Berger) (Cservenka, 1888. február 12. – Budapest, 1946. március 12.) sváb származású magyar vezérezredes, a Szálasi-kormány honvédelmi minisztere, a vezérkar főnöke, a honvédség parancsnoka. 1946-ban a népbíróság halálra itélte, kivégezték.

## Katonai, politikai pályafutása

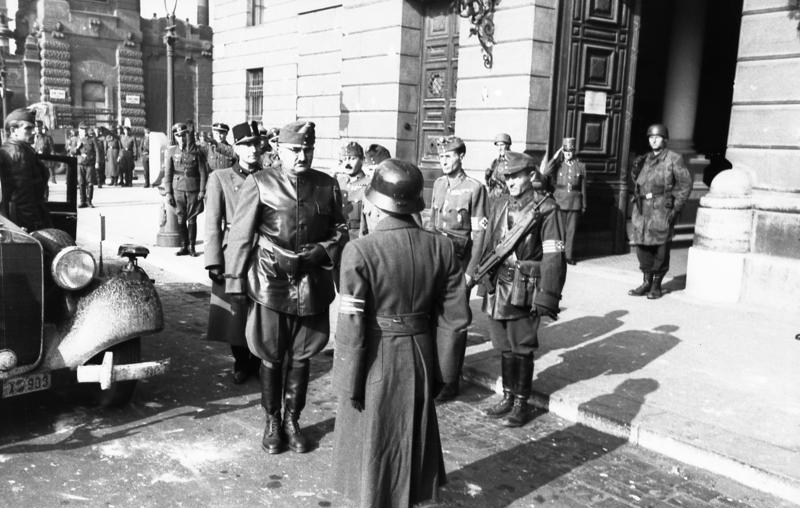
Beregfy Budapesten 1944 októberében

1912-ben hadnaggyá avatták, harcolt az első világháborúban, ahol súlyosan megsebesült. 1919-ben már százados volt a Vörös Hadseregben. Horthy hatalomátvétele után tisztázta magát a Tanácsköztársaság alatt betöltött szerepével kapcsolatban. 1939–1941 között a Hadiakadémia parancsnoka volt.
1941-től a VI. hadtest, 1943-tól a 3. hadsereg, 1944-től az 1. hadsereg parancsnoka, amelynek élén 1944 áprilisában súlyos vereséget szenvedett az előretörő szovjetektől. A csatavesztés okait vizsgáló bizottság személyes felelősségét állapította meg, ezért leváltották parancsnoki posztjáról.
Kezdettől fogva szimpatizált a Nyilaskeresztes Párttal, bár annak tagjai sorába nem léphetett be, mivel az érvényes rendelkezések értelmében honvédtiszt nem lehetett politikai párt tagja. Miután 1944. március 19-én a németek megszállták Magyarországot, Szálasi megkereste, és felkérte, hogy segítsen a hatalom átvételében, amennyiben Horthy megpróbálna kiugrani a háborúból.
A nyilas hatalomátvétel (október 15.) idején Beregfy a családjával balatoni nyaralójukban pihent. Szálasi még aznap visszarendelte Budapestre, majd másnap, október 16-án kinevezte honvédelmi miniszterré és a vezérkar főnökévé. Beregfy október 30-án kelt rendeletében Magyarországot hadműveleti területté nyilvánította, és minden elérhető humán, illetve gazdasági erőforrást a háborúnak rendelt alá. Megalakította a Hunyady SS páncélgránátos hadosztályt. A hadseregben – német mintára – bevezette a hungarista köszöntést, és parancsot adott a dezertáló katonák agyonlövésére.
1945. április 30-án minden tisztségétől megfosztották, majd amerikai fogságba került. Az amerikaiak kiadták, és 1946 februárjában megkezdődött tárgyalása. A népbírósági per alatt végig tagadta bűnösségét, rokkantságára, illetve kényszerre hivatkozott. A Jankó Péter vezette népbíróság védekezését nem fogadta el, és kötél általi halálra ítélte. 1946. március 12-én végezték ki, egy napon Szálasival, Vajna Gábor belügy-, Rajniss Ferenc vallás- és közoktatásügyi miniszterrel, illetve Gera József ideológussal.

## Családja
Berger Károly és Gégner Mária fia, evangélikus vallású. Lánya gyermekbénulásban szenvedett.
| Elődje: csatai Csatay Lajos | Honvédelmi miniszter 1944. október 16. – 1945. március 27. | Utódja: Vörös János |